# Мік Ральфс
Майкл Джеффрі Ральфс (англ. Michael Geoffrey Ralphs; 31 березня 1944 — 23 червня 2025) — англійський гітарист, вокаліст й автор пісень, один із засновників рок-гуртів «Mott the Hoople» і «Bad Company».

## Кар'єра
Розпочав кар'єру ще підлітком, граючи з блюз-рок-гуртом «The Buddies». 1964 року випустив сингл з цим гуртом, а 1966 року приєднався до «Mod Doc Thomas Group». Після дебютного однойменного італійського альбому гурт двічі змінював назву: 1968 року на «Silence», а 1969 року на «Mott the Hoople». Ральфс працював з гуртом до 1973 року, покинувши його невдовзі після їхнього першого комерційного успіху з альбомом «All the Young Dudes», спродюсований Девідом Боуї. Ральфс в останнє з'явився з «Mott The Hoople» в альбомі «Mott» 1973 року. Альбом містить хіт «All The Way From Memphis», пісня, яка розповідає, як 1972 року Ральфс загубив свою гітару в Мемфісі.
Покинувши «Mott the Hoople» заснував «Bad Company» разом з вокалістом Полом Роджерсом з гурту «Free». Дебютний альбом гурту 1974 року містив хіт Ральфа «Can't Get Enough», для якого Ральф налаштував свою гітару у відкритому C-строю, заявивши: «Вона ніколи не звучить правильно у стандартному строю. Їй потрібен відкритий C-стрій». Дебютний альбом досяг першого місця в чартах США. Ральфс продовжував записуватися та гастролювати з «Bad Company» до 1982 року, коли поки початковий склад гурту не розпався.
1984 року гастролював з гітаристом «Pink Floyd» Девідом Гілмором у рамках туру «About Face», хоча в альбомі не грав. 1985 року випустив сольний альбом «Take This», у якому брав участь барабанщик «Free» та «Bad Company» Саймон Кірк. Об'єднався з майбутнім гітаристом «Bad Company» Дейвом Колвеллом для обмеженого чотириразового концертного виступу на підтримку альбому, в якому також взяли участь барабанщик Кріс Слейд з гурту «Manfred Mann's Earth Band» та клавішник Ліндсі Бріджуотер, який виступав з Оззі Осборном. Один раз виступив з гуртом «Cold Turkey».
У 1986—1998 роках гурт «Bad Company» змінював склад. Але після возз'єднавчого туру оригінальної четвірки 1999 року, Ральфс оголосив, що припиняє гастролі, що ніколи йому не було комфортно в жодному з гуртів, оскільки він мав сильний страх літати.
Другий сольний інструментальний альбом Ральфа «It's All Good» вийшов 2001 року. Два роки по тому вийшов його альбом «That's Life — Can't Get Enough», що включав демоверсію «Can't Get Enough».
2004 року знову об'єднався з колишнім колегою з «Mott» Єном Гантером, граючи другу соло-гітару (разом з Енді Йорком) під час туру Гантера Великою Британією. Ральфс виступив на концерті Гантера у травні 2004 року в лондонському готелі «Асторія», який був знятий на відео та випущений на DVD «Just Another Night» наступного року.

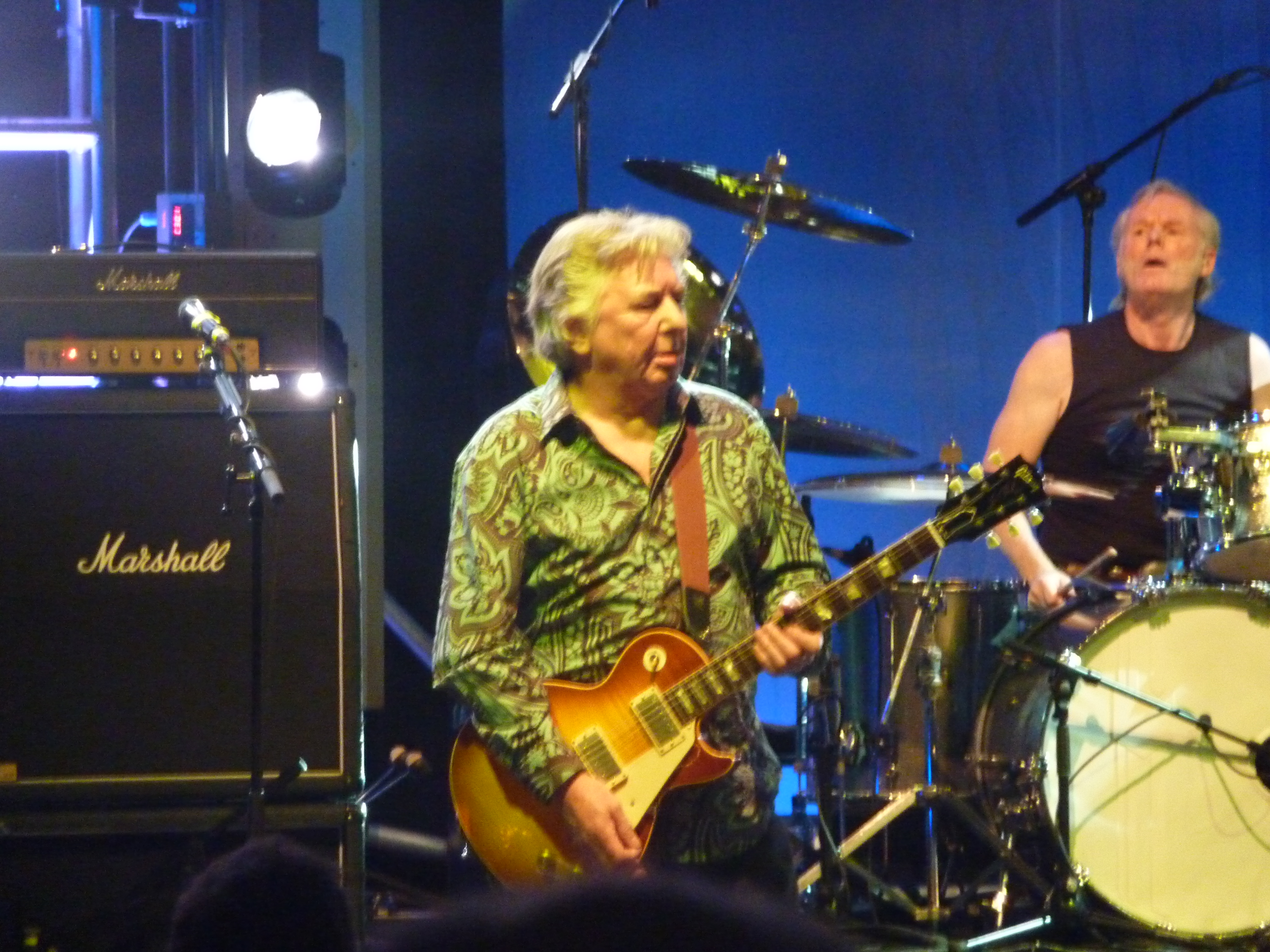
Ральфс з «Mott the Hoople» на концерті возз'єднання гурту, Hammersmith Apollo, жовтень 2009 року

2 липня 2008 року оголосили, що оригінальний склад «Bad Company» (крім Боза Баррелла, який помер у вересні 2006 року) дасть одноразовий концерт у готелі-казино «Hard Rock» у Голлівуді 8 серпня 2008 року. За словами Роджерса, гурт зіграв цей концерт, щоб «захистити спадщину, яку вони створили, та закріпити права на торгову марку „Bad Company“ для гастролей».
Учасники «Mott the Hoople», включно з Ральфсом, возз'єднався для двох виступів у театрі «Blake» у Монмуті, неподалік від Rockfield Studios, де вони репетирували, перед п'ятьма концертами у «Hammersmith Apollo» в Лондоні у вересні-жовтні 2009 року. Усі п'ятеро початкових учасників взяли участь у возз'єднанні, а Мартін Чемберс допомагав на барабанах.
2011 року Ральфс створив гурт «The Mick Ralphs Blues Band» з музикантами, з якими познайомився на джем-сешн у пабі «Nag's Head» у Гай-Вікомбі: Стюарт Сон Максвелл, губна гармошка/вокал; Джим Мейвінг, гітара; Сем Келлі, ударні та Дікі Болдвін, бас-гітара. На вебсайті гурту зазначалося, що Ральфс прагнув дослідити своє блюзове та соул коріння, виконуючи кавери на класичні блюзові та R&B пісні. Гурт дебютував як «Mick Ralphs and Co» у клубі «Jagz» в Аскоті, Беркшир, у червні 2011 року, невдовзі змінивши назву на «Mick Ralphs Blues Band».
У 2013 та 2014 роках «Bad Company» та «Lynyrd Skynyrd» разом гастролювали у США та Канаді, відзначивши 40-ту річницю виходу першого альбому «Skynyrd» та створення «Bad Company».
2016 року «Bad Company» оголосили тур у США з Джо Волшем. Спочатку Ральфс оголосив, що не братиме участі у турі, а його замінить Річ Робінсон з гурту «Black Crowes». У червні 2016 року гурт оголосив про тур Великою Британією зі спеціальними гостями Річі Самборою та Оріанті, кульмінацією став концерт на лондонській «O2 Арені» 29 жовтня. Ральфс знову приєднався до гурту у турі. Після останнього виступу гурту в Лондоні повідомлялося, що Ральфса госпіталізували через інсульт. Він так і не повернувся до гурту, його партії соло-гітари грав другий гітарист Говард Ліз, а партії клавішних — Роджерс.
Після інсульту 2016 року Ральфс був прикутий до ліжка і помер від його ускладнень у червні 2025 року у 81 рік.

## Гітари
- «Mott the Hoople» — Gibson Les Paul Junior[21], Gibson Firebird, Gibson SG, Fender Telecaster
- «Bad Company» — Fender Telecaster, Fender Stratocaster, Gibson Les Paul Standard, Fender Esquire, Gibson Flying V — відео «Feel Like Making Love»
- Нещодавно — перевидання Gibson 1957/1959 Custom Shop Gibson Les Paul Standards
- Fender Stratocaster з бриджем 2TEK

## Автор пісень
- «Rock and Roll Queen»
- «Ready For Love»
- «Can't Get Enough»
- «Good Lovin' Gone Bad»
- «Movin' On»
- «One of the Boys» з Єном Гантером
- «Feel Like Makin' Love» з Полом Роджерсом
- «Flying Hour» з ДЖорджем Гаррісоном
- «Oh, Atlanta» (записана спочатку з «Bad Company» для альбому «Desolation Angels»; пізніше кавер Еліон Краус)[22]

## Дискографія

### Соло
- 1984 — Take This − Перевидано на CD 1996 року
- 2001 — It's All Good − записано наживо 1999 року з Саймоном Кірком і Бозом Барреллом
- 2003 — That's Life

### «Mott the Hoople»
- 1969 — Mott the Hoople
- 1970 — Mad Shadows
- 1971 — Wildlife
- 1971 — Brain Capers
- 1972 — All the Young Dudes
- 1972 — Rock and Roll Queen (compilation album)
- 1973 — Mott
- 1974 — The Hoople − співав беквокал у «Pearl 'n' Roy (England)» і грав ритм на гітарі у «Roll Away the Stone».

### «Bad Company»
- 1974 — Bad Company
- 1975 — Straight Shooter
- 1976 — Run With The Pack
- 1977 — Burnin' Sky
- 1979 — Desolation Angels
- 1982 — Rough Diamonds
- 1985 — 10 from 6 − Compilation
- 1986 — Fame and Fortune
- 1988 — Dangerous Age
- 1990 — Holy Water
- 1992 — Here Comes Trouble
- 1993 — What You Hear Is What You Get: The Best of Bad Company − Live album
- 1995 — Company of Strangers
- 1996 — Stories Told &amp; Untold
- 1999 — The 'Original' Bad Co. Anthology
- 2006 — Live in Albuquerque 1976
- 2010 — Hard Rock Live
- 2011 — Live at Wembley
- 2016 — Live in Concert 1977&1979

### «The Mick Ralphs Blues Band»
- 2013 — I Should Know Better
- 2016 — If It Ain't Broke

### Співпраця
- 1971: Під відкритим небом Лютера Гросвенора
- 1984: Ральфс гастролював із Девідом Гілмором на підтримку свого другого сольного альбому About Face, з Греггом Дехертом на клавішних, Міккі Фітом на басу, Сью Еванс та Джоді Лінскотт на ударних, Рафаелем Рейвенскрофтом на саксофоні, флейті та клавішних, а також Крісом Слейдом на барабанах. Жодного концертного альбому не було випущено, але в 1984 році було випущено відео виступу в Hammersmith Odeon за участю спеціальних гостей: Роя Харпера (вокал, перкусія) та Ніка Мейсона (ударні).